# Sirenerna på Titan
Sirenerna på Titan är en roman av Kurt Vonnegut som gavs ut 1959.
Sirenerna på Titan tilldrar sig i rymden, på jorden, Mars och Merkurius. Och i viss mån på alla ställen samtidigt, och alltid, utifrån Vonneguts idé om Kronosynklastiska infundibula.
Boken är en cynisk drift med människan och hennes behov av gudar. Ett centralt tema i boken är att ”allt som någonsin har varit kommer alltid att vara”, och att människans tendens att skylla allt ont som händer på Gud är hennes största svaghet. 
Ett huvudbudskap i boken är att religioner är farliga eftersom de ger individer möjlighet att kontrollera andra individer utan att vara åtkomliga för kritik. Precis som i Gud bevare Mr Rosewater och Vaggan skapar Vonnegut en religion även i denna bok för att göra budskapet tydligt.
Sirenerna på Titan är skriven på en prosa som är typisk för Vonneguts medan intrigen är enklare än vanligt.
Planeten Tralfamadore presenteras här för första gången i Vonneguts litterära värld.

## Handling
Någon bygger en armé av robotar och robotliknande människor på Mars för att angripa jorden. Soldaterna i armén kontrolleras via radiovågor och ifrågasätter därför inte sina uppgifter. Varje marsmänniska ska ensam ta sig an över tiotusen jordbor. Det går som man kan vänta sig att en strid tiotusen mot ett går: människorna från Mars förlorar stort. Dock är detta bara ett steg i en större plan.